# Sebastián Sosa (Fußballspieler, 1986)

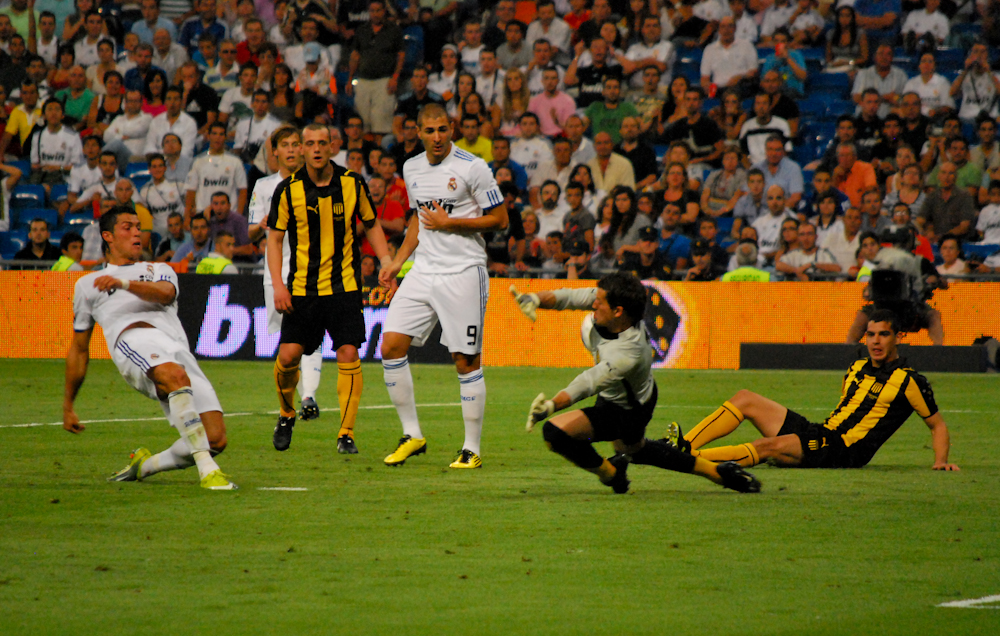
Sosa pariert am 24. August 2010
im Spiel um die Trofeo Santiago Bernabéu gegen Cristiano Ronaldo von Real Madrid.

Sebastián Sosa, vollständiger Name Carlos Sebastián Sosa Silva, (* 19. August 1986 in Montevideo) ist ein ehemaliger uruguayischer Fußballtorhüter.

## Karriere

### Verein
Der je nach Quellenlage 1,79 m oder 1,80 m große Sosa wurde 2007 in die erste Mannschaft des Club Atlético Peñarol berufen, war jedoch zunächst noch Ersatztorwart. Im Zuge eines Leihvertrages wechselte er zum Central Español, einem Konkurrenten in der uruguayischen Primera División. Dort wurde er in der Clausura der Saison 2007/08 und der Apertura der Folgesaison 28-mal eingesetzt. Ihm gelang somit die sportliche Etablierung, weshalb ihm Peñarols Trainer Julio Ribas nach seiner Rückkehr den Vorzug vor dem Argentinier Pablo Cavallero gab. Sosa war somit seit der Saison 2009/2010 Stammtorwart der Aurinegros und konnte gleich in ebendieser Spielzeit mit der Meisterschaft seinen bisher größten Erfolg feiern. In den Copa-Libertadores-Wettbewerben 2009 und 2011 absolvierte er zudem für Peñarol insgesamt 16 Spiele. Bei der Copa Sudamericana 2010 wurde er viermal eingesetzt. Sein letztes Pflichtspiel für Peñarol bestritt er am 22. Juni 2011 im mit 1:2 verlorenen Finale der Copa Libertadores gegen den FC Santos. Seit Beendigung des Ausleihgeschäfts mit Central Español absolvierte er 70 Spiele in der Primera División, vier Partien der Liguilla Pre-Libertadores (2009) und zwölfmal – insofern weichen die Quellenangaben ab – in der Copa-Libertadores-Saison 2010/11 für die Aurinegros auf dem Platz. Im August 2011 wechselte er dann nach insgesamt 14 Jahren Zugehörigkeit zu Peñarol nach Argentinien zu den Boca Juniors. Dort gewann er mit der Mannschaft die Apertura 2011. In der Clausura 2012 kam er zu drei Ligaeinsätzen, auch werden vier Spiele der Copa Argentina mit seiner Beteiligung geführt. Er absolvierte zudem zwei Spiele in der Copa Libertadores 2012. Mit seiner Einwechslung im dortigen Finale nahm er somit in zwei aufeinanderfolgenden Jahren an den Finalspielen dieses Wettbewerbs teil. Den Titel gewann jedoch jeweils der Gegner. 2012 schloss er sich Vélez Sarsfield an. Mit dem Verein aus Buenos Aires gewann er die Meisterschaft der Primera División 2012/13. Sosa absolvierte in der Meisterschaftssaison 25 Spiele in der argentinischen Primera División. 2013/14 folgten 34 weitere Ligaeinsätze. In der Spielzeit 2014 stand er 19-mal in der Primera División auf dem Platz. 2015 folgten sieben weitere Erstligaspiele und eine Play-off-Partie und die Copa-Libertadores-Teilnahme. Überdies kam er für Vélez Sarsfield in sechs Begegnungen der Copa Sudamericana 2013, 15 Partien der Copa Libertadores und zweimal in der Copa Argentina sowie einmal beim Super Cup zum Einsatz. Im Juli 2015 wechselte er nach Mexiko zum CF Pachuca. Während er in der Liga nicht zum Einsatz kam, griff der Trainer aber in drei Partien der Copa México auf seine Dienste zurück. Mitte Dezember 2015 wurde er sodann an Mineros de Zacatecas ausgeliehen. Er absolvierte lediglich eine Partie in der Copa México und wurde bereits in der zweiten Januarhälfte 2016 an den argentinischen Klub Rosario Central weiterverliehen. Dort wurde er 15-mal in der Liga, sechsmal in der Copa Argentina und zehnmal in der Copa Libertadores 2016 eingesetzt. Anfang Januar 2017 schloss er sich der von Pablo Marini trainierten Mannschaft des mexikanischen Vereins Monarcas Morelia an. Aufgrund finanzieller Probleme gab der Verein seinen Ligaplatz inklusive Franchise und Mannschaft an den Mazatlán FC ab. Daher lief Sosa ab 2020 für diesen Verein auf, wurde aber bis Ende 2021 an CA Independiente nach Argentinien verliehen.

### Nationalmannschaft
In der Vergangenheit trat Sosa auch für die U-17- und U-20-Nationalmannschaften Uruguays an. Dabei wurde er unter anderem 2003 sowohl in der Turniervorbereitung gegen eine Vereinsauswahl als auch bei der in Bolivien ausgetragenen U-17-Südamerikameisterschaft eingesetzt.

### Erfolge
- Uruguayischer Meister: 2009/2010
- Apertura der Primera División (Argentinien): 2011
- Meister der Primera División (Argentinien): 2012/13

## Sonstiges
Neben seiner Fußball-Karriere studiert Sosa in Montevideo Journalistik.